# Medasina similis
Medasina similis là một loài bướm đêm trong họ Geometridae.